# بالگردگاه چهالم ماونتن
بالگردگاه چهالم ماونتن (به انگلیسی: Chehalem Mountain Heliport) یک فرودگاه خصوصی است . این فرودگاه در شهر نیوبرگ، اورگن کشور ایالات متحده آمریکا قرار دارد و در ارتفاع ۲۷۴ متری از سطح دریا واقع شده‌است.